# Varecia
Los lémures rufos o de collar (género Varecia) son primates estrepsirrinos de la familia Lemuridae endémicos de Madagascar; están representados por dos especies. 
« Vari » es el nombre que le dio Buffon a los lémures macacos.

## Especies
- Varecia variegata
- Varecia rubra

- Datos: Q640161
- Multimedia: Varecia / Q640161
- Especies: Varecia